# Metamorfoses (filme)
Metamorfoses (em francês:  Métamorphoses) é um filme francês realizado por Christophe Honoré, escrito por este e produzido por Philippe Martin. Foi baseado na obra homónima de Ovídio. O filme foi apresentado no Festival de Veneza a 26 de agosto de 2014.
Foi lançado nos cinemas franceses a 3 de setembro de 2014 e nos cinemas portugueses a 30 de agosto de 2015.

## Sinopse
Antes do liceu, uma menina é abordada por um rapaz bonito, mas estranho. Ela se deixa seduzir pelas histórias deste. Das histórias sensuais e maravilhosas, onde os deuses se apaixonam por jovens mortais. O rapaz propõe a rapariga a acompanhá-lo.

## Elenco
- Amira Akili como Europa
- Sébastien Hirel como Júpiter
- Damien Chapelle como Baco
- Mélodie Richard como Juno
- George Babluani como Orfeu
- Matthis Lebrun como Acteon
- Samantha Avrillaud como Diana
- Coralie Rouet como Io
- Carlotta Moraru como Bacantes
- David Oanea como Órfico
- Serge Picard como Polícia